# Пери (Илиноис)
Пери (енгл. Perry) град је у америчкој савезној држави Илиноис.

## Демографија
По попису из 2010. године број становника је 397, што је 40 (-9,2%) становника мање него 2000. године.
| Група             | 2000.       | 2010.       |
| Белци             | 432 (98,9%) | 395 (99,5%) |
| Афроамериканци    | 0 (0,0%)    | 1 (0,3%)    |
| Азијати           | 1 (0,2%)    | 0 (0,0%)    |
| Хиспаноамериканци | 0 (0,0%)    | 1 (0,3%)    |
| Укупно            | 437         | 397         |